# Ивановка (Кызылжарский район)
Ивановка (каз. Ивановка) — исчезнувшее село в Кызылжарском районе Северо-Казахстанской области Казахстана. Входило в состав Кызылжарского сельского округа. Упразднено в 1998 году.

## Население
В 1989 году население села составляло 6 человек. Национальный состав: русские — 50 %, немцы — 33 %.